# Даскалакис, Димитрис
Димитрис Даскалакис (греч. Δημήτρης Δασκαλάκης; 18 ноября 1977, Афины, Греция) — греческий и кипрский футболист и футбольный тренер. Выступал за сборную Кипра.

## Биография

### Клубная карьера
Родился в 1977 году в столице Греции, Афинах. Игровую карьеру начинал в клубе третьей греческой лиги «Илисиакос», который за два сезона опустился в пятый дивизион. В 1999 году Даскалакис подписал контракт с клубом высшей лиги Кипра «Этникос» Ассиа, за который сыграл 26 матчей и забил 1 гол. 
В 2000 году перешёл в АПОЭЛ. В первый сезон в новом клубе он сыграл лишь 11 матчей и забил 1 гол, но уже в следующем сезоне 2001/02 Даскалакис стал получать больше игровой практики и в 24 матчах чемпионата забил 9 голов, чем помог своему клубу стать чемпионом Кипра. В дальнейшем он ещё дважды выигрывал национальный чемпионат и дважды Кубок Кипра.
Покинув АПОЭЛ, отыграл полгода за АЕК Ларнака, после чего, зимой 2009 года перешёл в клуб греческой футбольной лиги «Этникос Астерас». Летом того же года вернулся на Кипр, где на протяжении трёх сезонов выступал за клубы второй лиги. В сезоне 2012/13 выступал в греческой футбольной лиге за клуб «Эрготелис». Завершил карьеру в сезоне 2013/14, выступая в третьей лиге Кипра за клуб «Этникос Лацион».

### Карьера в сборной
Дебютировал за сборную Кипра 6 октября 2001 года, отыграв весь матч в рамках отборочного турнира чемпионата мира 2002 против Ирландии. В течение 2001-03 годов Даскалакис провёл за сборную 11 матчей. После длительного перерыва был вызван в сборную в мае 2008 года на товарищеский матч со сборной Греции, который стал последним в его международной карьере.

## Достижения
АПОЭЛ
- Чемпион Кипра (3): 2001/02, 2003/04, 2006/07
- Обладатель Кубка Кипра (2): 2005/06, 2007/08